# Mesapamea acorina
Mesapamea acorina là một loài bướm đêm trong họ Noctuidae.